# Reckoning Night
Reckoning Night е четвъртият студиен албум на финландската пауър метъл група Соната Арктика, издаден през 2004 г. Записан е в студио „Tico Tico“. От албума произлизат два сингъла – „Don't Say A Word“ и „Shamandalie“.

## Съдъжание
Всички песни са написани от Тони Како, с изключение на „My Selene“, която е дело на Яни Лииматайнен.
1. „Misplaced“ – 4:42
2. „Blinded No More“ – 5:33
3. „Ain't Your Fairytale“ – 5:26
4. „Reckoning Day, Reckoning Night...“ (инструментал) – 3:21
5. „Don't Say A Word“ – 5:49
6. „The Boy Who Wanted to Be a Real Puppet“ – 4:44
7. „My Selene“ – 5:28
8. „Wildfire“ – 4:36
9. „White Pearl, Black Oceans...“ – 8:47
10. „Shamandalie“ – 4:04
11. „Wrecking the Sphere“ – 7:02 (бонус песен към японското и корейското издание на албума)
12. „Jam“ – 2:51 (скрита песен)

## Участници
- Тони Како – вокали
- Яни Лииматайнен – китара
- Томи Портимо – ударни
- Марко Паасикоски – бас китара
- Хенрик Клингенберг – клавишни
- Ник Ван-Екман – мъжки глас в „Don't Say a Word“, „White Pearl, Black Oceans...“ и „Wildfire“